# Tête de l’Estrop

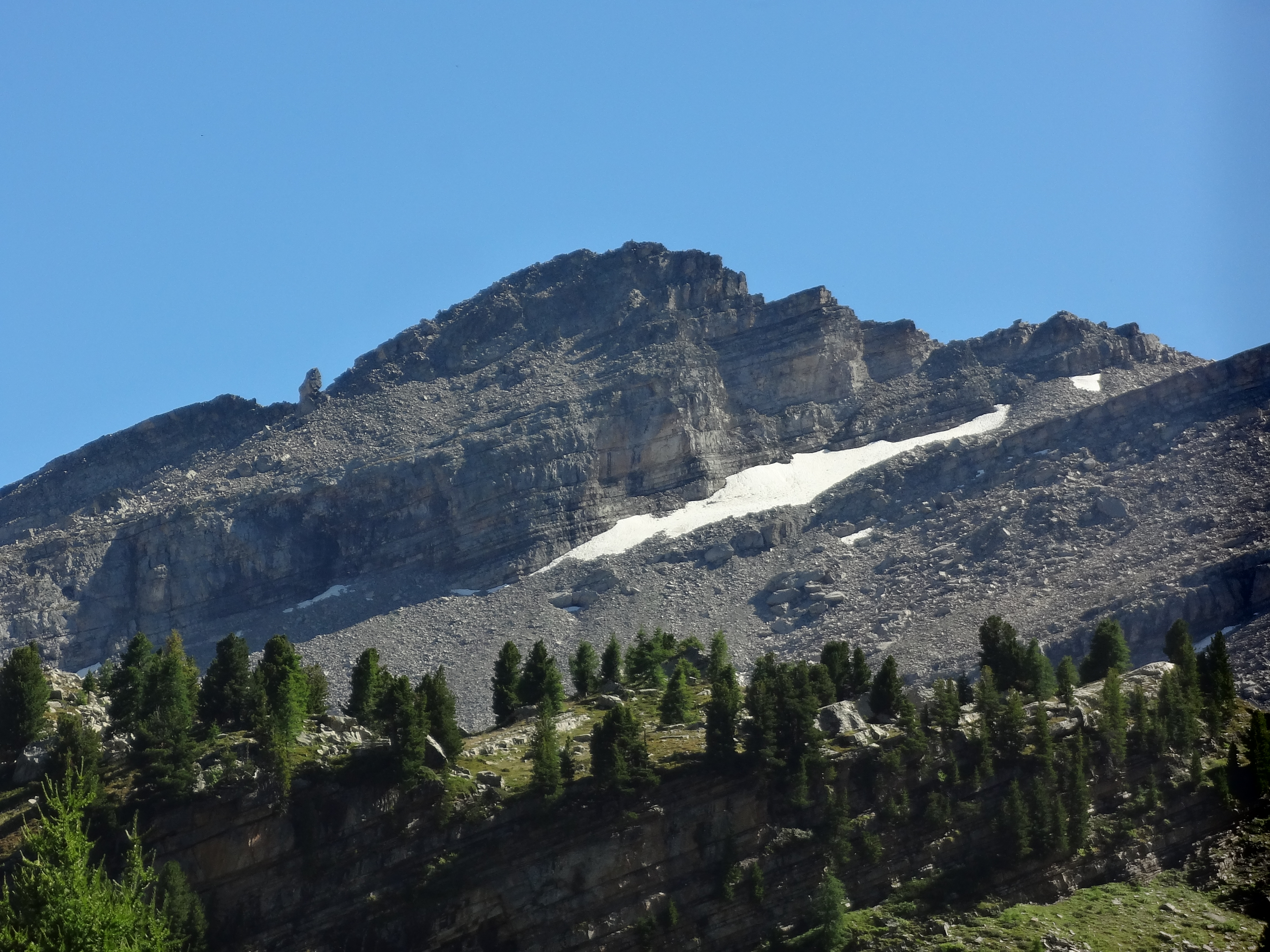
Tête de l’Estrop, vy från norra sidan.

Tête de l’Estrop  är ett berg i franska Préalpes, som ligger i  Alpes-de-Haute-Provence mellan kommunerna Prads-Haute-Bléone och Méolans-Revel, och i närheten av staden Digne-les-Bains. Det är med en höjd på 2 961 meter över havet det högsta berget i bergskedjan Alpes et Préalpes de Provence, vilken tillhör Alperna.